# Атын
Аты́н или Оты́н (узб. Otin / Отин; тадж. Отин; кирг. Атын; каз. Аtyn / Атын) — распространённый в Ферганской долине и вокруг нее женский религиозный исламский титул. Атынами называют в основном и прежде всего учительниц самоучек специальных исламских домашних школ для девочек, которые до прихода советской власти в Среднюю Азию, были широко распространены по всему региону, но в основном в Ферганской долине и вокруг нее. В советские времена эти школы были официально запрещены и объявлены вне закона, а атыны преследовались правоохранительными органами и спецслужбами СССР. Тем не менее, известно подпольное существование таких школ в СССР.
Также атынами называли и называют в Ферганской долине женщин, получивших религиозное образование, а также женщин, хорошо знающих ислам и его законы. Без атынов не проходили похороны или свадьбы, а также различные религиозные праздники и обряды. Обычно титул атына прикрепляли к имени женщины, например, Азиза-атын, Максуда-атын, Фатима-атын и тому подобное. Атыны практикуют в Ферганской долине и вокруг нее и в настоящее время, но на неофициальном и даже подпольном статусе, так как республики Средней Азии являются светскими государствами, и занятие религиозным обучением без соответствующего разрешения является вне закона. Атыны прежде всего распространены у узбеков, а также у южных и западных киргизов, частично у южных казахов и частично у северных таджиков. Все эти вышеупомянутые народы живут в Ферганской долине и вокруг нее.